# Vaskio
Vaskio är en tätort (finska: taajama) i Salo stad (kommun) i landskapet Egentliga Finland i Finland. Vid tätortsavgränsningen den 31 december 2021 hade Vaskio 290 invånare och omfattade en landareal av 1,43 kvadratkilometer.